# Joe Smith Jr.
Joe Smith Jr. (ur. 20 września 1989 w Long Island) – amerykański pięściarz, były mistrz świata WBO w wadze półciężkiej.

## Kariera
Zawodową karierę rozpoczął 31 października 2009 roku zwycięstwem przez techniczny nokaut w pierwszej rundzie nad Davidem Brownem.
W swojej siódmej zawodowej walce doznał porażki – jego pogromcą okazał się Eddie Caminero, a walka zakończyła się przez techniczny nokaut w czwartej rundzie.
5 grudnia 2015 roku, z rekordem dziewiętnastu zwycięstw i jednej porażki, stanął przed najtrudniejszym testem w dotychczasowej karierze, mierząc się w Barclays Centre na nowojorskim Brooklynie z Willem Rosinsky’m (19-2, 10 KO). Wygrał ten pojedynek jednogłośnie na punkty (97-93, 96-94, 98-92).
18 czerwca 2016 roku zmierzył się w Chicago z Polakiem Andrzejem Fonfarą (28-3, 16 KO). Nie był faworytem, ale znokautował „Polskiego Księcia” już w pierwszej rundzie, dzięki czemu wywalczył pas WBC International w kategorii półciężkiej.
Po zwycięstwie nad Fonfarą spotkał się w ringu z legendarnym Bernardem Hopkinsem (55-7-2, 32 KO). Do walki doszło w kalifornijskim Inglewood. Smith Jr wygrał przez nokaut w ósmej rundzie, a Hopkins po zakończeniu pojedynku ogłosił zakończenie kariery.
15 lipca 2017 roku ponownie w Inglewood zmierzył się z Sullivanem Barrerą (19-1, 14 KO), a stawką pojedynku była pozycja obowiązkowego pretendenta do tytułu mistrza świata. Smith Jr przegrał ten pojedynek jednogłośnie na punkty (92-97, 93-96, 92-97) i utracił na rzecz Kubańczyka tytuł WBC International.